# Dicranota (Rhaphidolabis) sordida
Dicranota (Rhaphidolabis) sordida is een tweevleugelige uit de familie Pediciidae. De soort komt voor in het Oriëntaals gebied.